# Тимъти Уеа
Тимъти Уеа (на английски: Timothy Tarpeh Weah)  роден на 22 февруари 2000 г. в Бруклин, Ню Йорк, е американски футболист, атакуващ полузащитник, състезател на Олимпик Марсилия и националния отбор на САЩ.  

## Личен живот
Тимъти е син на бившия футболист и 25-тия президент на Либерия Джордж Уеа. Неговият по-голям брат, Джордж Уеа-младши, също е футболист.

### Успехи
Отборни
Пари Сен Жермен
- Шампион (2): 2017/18, 2018/19
- Суперкупа на Франция (1): 2018

Селтик
- Шампион (1): 2018/19
- Купа на Шотландия (1): 2018/19

Лил
- Шампион (1): 2020/21
- Суперкупа на Франция (1): 2021

Лични
- Победител в Лига на нациите КОНКАКАФ с (1): 2019/20, 2022/23